# Cryptocentrum pseudobulbosum
Cryptocentrum pseudobulbosum är en orkidéart som beskrevs av Charles Schweinfurth. Cryptocentrum pseudobulbosum ingår i släktet Cryptocentrum, och familjen orkidéer. Inga underarter finns listade i Catalogue of Life.